# Montescourt-Lizerolles
Montescourt-Lizerolles település Franciaországban, Aisne megyében. Lakosainak száma 1619 fő (2022. január 1.). Montescourt-Lizerolles Clastres, Essigny-le-Grand, Gibercourt, Jussy és Remigny községekkel határos.

## Népesség
A település népességének változása:
| Lakosok száma | 1814 | 1485 | 1460 | 1646 | 1676 | 1672 | 1648 | 1616 | 1608 | 1619 |
|               | 1968 | 1982 | 1990 | 2006 | 2013 | 2015 | 2017 | 2019 | 2020 | 2022 |